# Carolyn Merchant
Carolyn Merchant est une philosophe écoféministe et historienne des sciences américaine née le 12 juillet 1936 à Rochester dans l'État de New York. Elle est connue pour sa théorie (développée dans son livre éponyme) sur « la mort de la nature » (The Death of Nature), dans laquelle elle identifie le siècle des Lumières comme la période où la science a commencé à atomiser, objectifier et disséquer la nature, nourrissant la conception d'une nature inerte, conception qui deviendra ensuite dominante.
Ses travaux ont joué un rôle important dans le développement de l'histoire de l'environnement et de l'histoire des sciences,. Elle est aujourd'hui professeure d'histoire environnementale, de philosophie et d'éthique à université de Berkeley.

## Ouvrages
- (en) The Death of Nature: Women, Ecology, and the Scientific Revolution, San Francisco, 1980 (2de édition 1990)
  - traduction française par Margot Lauwers : La Mort de la nature : les femmes, l'écologie et la Révolution scientifique, Marseille, Wildproject, 2021  (ISBN 978-2-38114-003-2).
- (en) Ecological Revolutions: Nature, Gender, and Science in New England, 1989
- (en) Radical Ecology: The Search for a Livable World, 1992 (2de édition 2005)
- (en) Earthcare: Women and the Environment, 1996
- (en) The Columbia Guide to American Environmental History, 2002
- (en) Reinventing Eden: The Fate of Nature in Western Culture, 2003
- « Exploiter le ventre de la terre », dans Reclaim : Recueil de textes écoféministes choisis et présentés par Émilie Hache, Paris, Cambourakis, 2016  (ISBN 978-2-3662-4213-3)